# Venteskur
Et venteskur er et skur, der er beregnet til at give ly for vind og vejr, når man venter på at komme med offentlige transportmidler. Skurene er opstillet ved busstoppesteder, jernbanestationer og lignende. 
Bygningerne er ofte meget små og har som regel bare tag, vægge og døråbning, men ingen døre eller opvarmning. Tidligere blev skurene ofte bygget af træ, men er i dag som regel opført i metal med plexiglas og/eller glas som vinduer, hvorved det er lettere at se ind i skurene for chaufførerne. Nogle gange er skurene udstyret med en bænk. 
Ved de fleste venteskure findes desuden skilte, der markerer, hvilke linjer, der betjener stoppestedet samt afgangstider. Desuden kan man finde skraldespande ved mange venteskure. Nogle steder er der desuden standere med gratisaviser som en integreret del af venteskuret.